# Copaifera epunctata
Copaifera epunctata är en ärtväxtart som beskrevs av Gerda Jane Hillegonda Amshoff. Copaifera epunctata ingår i släktet Copaifera, och familjen ärtväxter. IUCN kategoriserar arten globalt som sårbar. Inga underarter finns listade i Catalogue of Life.